# Auberge d'Allemagne (Il-Birgu)
Pour les articles homonymes, voir Auberge d'Allemagne.
L’Auberge d'Allemagne (en maltais : I Berġa tal-Alemanja) est une ancienne auberge hospitalière située à Il-Birgu, à Malte. Elle est construite au XVIe siècle pour accueillir des chevaliers de l'ordre de Saint-Jean de Jérusalem venus de la Langue d'Allemagne.

## Historique

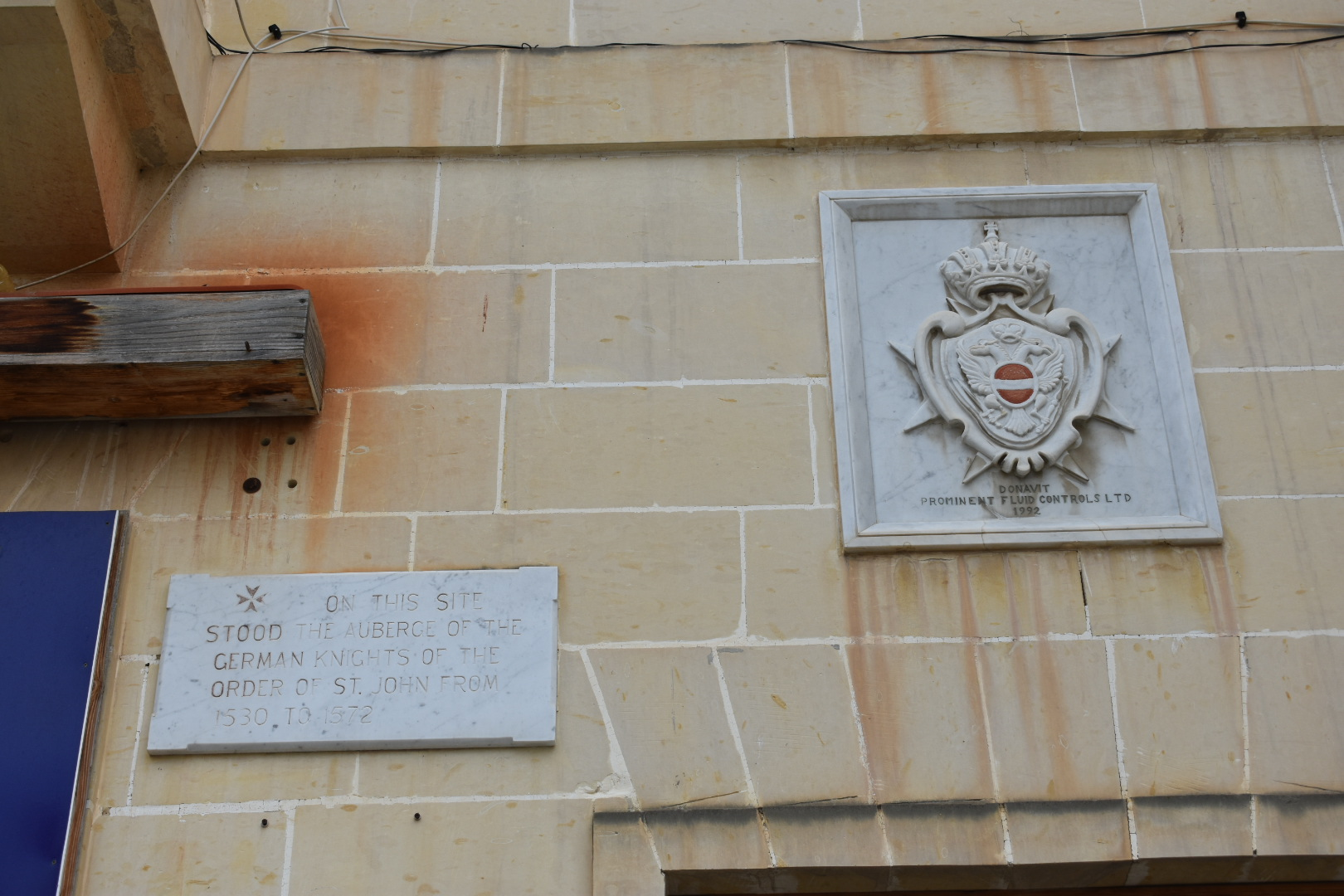
Plaque sur la façade avant du bâtiment.

Le bâtiment est construit au XVIe siècle et utilisé comme auberge par des chevaliers hospitaliers allemands, mais la langue d'Allemagne est transférée vers la nouvelle Auberge d'Allemagne à la Valette dans les années 1570. L'auberge de Birgu devient donc une résidence privée, avant d'être convertie en casa bottega.
Le bâtiment est inscrit sur la Liste des antiquités de 1925 avec les autres auberges de Birgu.
Pendant la Seconde Guerre mondiale, l'auberge est sévèrement endommagée par un bombardement aérien ; seules quelques pièces intérieures ne sont pas touchées. Le bâtiment est reconstruit en immeuble de résidence de quatre étages de 1961 à 1963 à partir des ruines de l'ancienne structure.

## Architecture
L'auberge à deux étages était construite dans un style traditionnel maltais, avec une cage d'escalier traditionnelle et des moulures sur la façade. L'arrière du bâtiment était accolé à l'Auberge d'Angleterre. La borne située devant l'auberge indique l'entrée du Collachium, le quartier de résidence des chevaliers.
Les restes de l'auberge sont protégés comme bien de grade 3 depuis le 22 décembre 2009, en plus d'être répertoriés dans l'Inventaire général des biens culturels des îles maltaises (en).